# Vitaliy Mykolenko
Vitali Serhyïovytch Mykolenko (en ukrainien : Віталій Сергійович Миколенко), né le 29 mai 1999 à Tcherkassy en Ukraine, est un footballeur international ukrainien évoluant au poste d'arrière gauche à Everton.

## Biographie

### En club

#### Dynamo Kiev (2017-2022)
Natif de Tcherkassy en Ukraine, Vitali Mykolenko est formé au Dynamo Kiev, le plus grand club du pays. Il fait ses débuts en professionnel le 20 août 2017 en championnat, lors de la victoire de son équipe par quatre buts à un contre le Stal Kamianske.
Le 8 novembre 2018, il inscrit son premier but en coupe d'Europe, lors du match de Ligue Europa face au Stade rennais et participe à la victoire de son équipe qui s'impose sur le score de 3-1. Ce but est également le premier dans sa carrière professionnelle.
Le 19 septembre 2020, Mykolenko porte pour la première fois le brassard de capitaine avec l'équipe première lors d'un match face au FK Lviv. Il devient alors le 55e capitaine de l'histoire du Dynamo Kiev pendant la période de l'Ukraine indépendante et devient par la même occasion le deuxième plus jeune capitaine du Dynamo lors des matches de championnat après Viktor Tsyhankov.

#### Everton FC (depuis 2022)
Le 1er janvier 2022, Everton officialise le transfert de Mykolenko pour une somme avoisinant les 17 millions de livres sterling. 
Il joue son premier match pour Everton le 8 janvier 2022, à l'occasion d'une rencontre de coupe d'Angleterre contre Hull City. Il est titularisé et son équipe l'emporte après prolongations (2-3 score final).
Mykolenko inscrit son premier but pour Everton le 8 mai 2022, lors d'une rencontre de championnat face à Leicester City. Titulaire, il ouvre le score d'une volée du pied gauche et son équipe s'impose par deux buts à un ce jour-là,.
Le 4 novembre 2023, Mykolenko est l'auteur de son deuxième but pour Everton, contre le Southampton FC en championnat. Titulaire, il ouvre le score au bout de sept minutes de jeu, mais les deux équipes se neutralisent (1-1 score final).

### En sélection
Le 23 mars 2017, Vitaliy Mykolenko inscrit son premier but pour sa première sélection avec l'équipe d'Ukraine des moins de 19 ans, lors d'une victoire par deux buts à zéro face à la Grèce.
Avec cette même sélection il participe au Championnat d'Europe 2018 des moins de 19 ans qui se déroule en Finlande en juillet 2018.
Vitali Mykolenko honore sa première sélection avec l'équipe nationale d'Ukraine le 20 novembre 2018 face à la Turquie. Il est titulaire au poste d'arrière gauche et la rencontre se solde par un match nul (0-0).
Il est de nouveau sélectionné pour les matchs de qualifications pour l'Euro 2020 face au Portugal le 22 mars 2019 (0-0) et contre le Luxembourg le 25 mars 2019. Il est titulaire et joue l'intégralité de ces deux rencontres.
Toujours éligible pour jouer avec l'équipe d'Ukraine des moins de 20 ans, il est pressenti pour faire partie du groupe pour disputer la coupe du monde 2019 de la catégorie mais il se blesse juste avant la compétition et ne peut y participer.
Mykolenko est retenu par le sélectionneur de l'Ukraine, Andri Chevtchenko, dans la liste des 26 joueurs pour participer à l'Euro 2020,.
Le 11 juin 2022, Mykolenko inscrit son premier but pour l'Ukraine, face à l'Arménie. Entré en jeu à la place de Oleksandr Zintchenko, il participe à la victoire de son équipe par trois buts à zéro.
En mai 2024, il fait partie de la liste des 26 joueurs convoqués par Serhiy Rebrov en vue de l'Euro 2024.

## Statistiques
| Saison                | Club                  | Championnat           | Championnat | Championnat | Coupe(s) nationale(s) | Coupe(s) nationale(s) | Supercoupe | Supercoupe | Compétition(s) continentale(s) | Compétition(s) continentale(s) | Compétition(s) continentale(s) | Total | Total |
| Saison                | Club                  | Division              | M.          | B.          | M.                    | B.                    | M.         | B.         | Comp.                          | M.                             | B.                             | M.    | B.    |
| 2017-2018             | Dynamo Kiev           | D1                    | 5           | 0           | 2                     | 0                     | -          | -          | -                              | -                              | -                              | 7     | 0     |
| 2018-2019             | Dynamo Kiev           | D1                    | 23          | 0           | 1                     | 0                     | -          | -          | C3                             | 8                              | 1                              | 32    | 1     |
| 2019-2020             | Dynamo Kiev           | D1                    | 23          | 3           | 4                     | 0                     | 1          | 0          | C1+C3                          | 2+6                            | 0+1                            | 36    | 4     |
| 2020-2021             | Dynamo Kiev           | D1                    | 22          | 2           | 3                     | 0                     | -          | -          | C1+C3                          | 7+4                            | 0                              | 36    | 2     |
| 2021-2022             | Dynamo Kiev           | D1                    | 15          | 0           | -                     | -                     | 1          | 0          | C1                             | 5                              | 0                              | 21    | 0     |
| Sous-total            | Sous-total            | Sous-total            | 88          | 5           | 10                    | 0                     | 2          | 0          | -                              | 32                             | 2                              | 132   | 7     |
| 2021-2022             | Everton FC            | Premier League        | 13          | 1           | 3                     | 0                     | -          | -          | -                              | -                              | -                              | 16    | 1     |
| 2022-2023             | Everton FC            | Premier League        | 34          | 0           | 1                     | 0                     | -          | -          | -                              | -                              | -                              | 35    | 0     |
| 2023-2024             | Everton FC            | Premier League        | 28          | 2           | 6                     | 0                     | -          | -          | -                              | -                              | -                              | 34    | 2     |
| 2024-2025             | Everton FC            | Premier League        | 35          | 1           | 2                     | 0                     | -          | -          | -                              | -                              | -                              | 37    | 1     |
| Sous-total            | Sous-total            | Sous-total            | 110         | 4           | 12                    | 0                     | 0          | 0          | -                              | 0                              | 0                              | 122   | 4     |
| Total sur la carrière | Total sur la carrière | Total sur la carrière | 198         | 9           | 22                    | 0                     | 2          | 0          | -                              | 32                             | 2                              | 254   | 11    |

## Palmarès
Dynamo Kiev
- Champion d'Ukraine en 2021.
- Vainqueur de la Coupe d'Ukraine en 2020 et 2021.